# Šarkíja
Šarkíja (tj. východní, arabsky محافظة الشرقية) je jedním z egyptských guvernorátů. Nachází se na severu země a jeho hlavním městem je Zakázík. Podle odhadů z ledna 2015 zde tehdy žilo asi 6,485 milionu obyvatel, z toho 23,1 % ve městech.
Krom Zakázíku se v roce 2006 mezi města nad 100 tisíc obyvatel řadí ještě Bilbajs a Abu Kebir. V Šarkíji se nacházejí hlavní statky klanu Abaza, významné egyptské aristokratické rodiny.